# 絶叫屋敷へいらっしゃい
『絶叫屋敷へいらっしゃい!』（ぜっきょうやしきへいらっしゃい、原題：Nothing But Trouble）は、1991年のアメリカ映画。
俳優のダン・エイクロイドが監督・脚本・出演の3役を務めている。

## ストーリー
マンハッタンの株式投資のコンサルタントであるクリス・ソーンは同じマンションに引っ越してきた弁護士のダイアン・ライトソンを気に入る。翌日2人はセミナーに参加するためにアトランティック・シティへ向かうが、道中であったラテン系の夫婦が起こしたトラブルによりバルカンバニアという町にたどりついてしまう。早速2人は保安官デニスに捕まり、治安判事アルヴィン・“JP”・ヴァルケンハイザーの絶叫屋敷に放り込まれる。

## キャスト
※括弧内は日本語吹替
- クリス・ソーン - チェビー・チェイス（安原義人）
- アルヴィン・“JP”・ヴァルケンハイザー判事/ボーボー - ダン・エイクロイド（内海賢二）
- デニス/エルドナ - ジョン・キャンディ（玄田哲章）
- ダイアン・ライトソン - デミ・ムーア（土井美加）
- ミス・パーダー - ヴァルリ・ブロムフィールド（火野カチ子）
- ファウスト - テイラー・ネグロン（大塚明夫）
- レナルダ - バーティラ・ダマス（高島雅羅）
- マーク - レイモンド・J・バリー（有本欽隆）
- ブライアン - ブライアン・ドイル＝マーレイ

## 受賞・ノミネート
第12回ゴールデンラズベリー賞
- ノミネート：最低作品賞
- ノミネート：最低主演女優賞 - デミ・ムーア
- ノミネート：最低監督賞 - ダン・エイクロイド
- 受賞：最低助演男優賞 - ダン・エイクロイド
- ノミネート：最低脚本賞 - ピーター・エイクロイド、ダン・エイクロイド

## 評価
MSX専門誌「MSXマガジン」1992年3月号に掲載された中山梨花によるレビューでは、遊園地のようなお化け屋敷であるがゆえに、ホラー映画の要素をたくさん詰め込んでいながらも全く怖くないと述べている。